# Антон Миранчук
Антон Андрејевич Миранчук (рус. Антон Андреевич Миранчук; Славјанск на Кубану, 17. октобар 1995) професионални је руски фудбалер који игра на позицијама централног и бочног везног. Од почетка професионалне каријере коју је започео 2013. игра у редовима московске Локомотиве са којом је освојио титулу првака руске Премијер лиге у сезони 2017/18. Такође је и репрезентативац Русије од 2017. године.
Његов брат близанац Алексеј такође је професионални фудбалер и репрезентативац Русије.

## Клупска каријера
Антон је почео да тренира фудбал заједно са братом близанцем Алексејом још као дечак, у редовима локалног фудбалског клуба из Славјанска, Олимпа. Обојица браће су неколико година играли за млађе селекције Олимпа на омладинским турнирима, након чега су их приметили скаути московског Спартака, те су браћа Миранчук наставила своје фудбалско усавршавање у Спартаковој школи фудбала. За Спартак су обојица играли на бројним јуниорским турнирима, неки су били и међународног карактера, али ипак нису успели дуже да се задрже у клубу. 
По одласку из Спартака приметили су их скаути другог московског великана, Локомотиве. Обојица браће су успели да се наметну стручном штабу новог тима са којим су успели да освоје три титуле националног првака у својим узрасним категоријама. За први тим Локоса дебитовао је 30. октобра 2013. на утакмици Руског купа против Ротора из Волгограда. У сезонама 2014/15. и 2015/16. тренирао је са првим тимом, али није учествовао у такмичарским утакмицама, те је зарад стицања неопходног искуства у током 2016. играо као позајмљен играч у естонској Левадији. За Левадију је одиграо целу сезону, односно укупно 35 утакмица у свим такмичењима, уз учинак од 15 постигнутих голова. 
Потом се враћа у матични клуб за који је у Првенству Русије дебитовао 9. априла 2017. у утакмици против Ростова. У сезони 2017/18. усталио се на месту стандардног првотимца, а поред утакмица у националном првенству играо је и у Лиги Европе, где је у утакмици трећег кола групне фазе против Шерифа постигао и свој први међународни го. Сезону је окончао са 41 одиграном утакмицом у свим такмичењима, уз учинак од 5 постигнутих голова, те са титулом националог првака.

## Репрезентативна каријера
Миранчук је играо за млађе репрезентативне селекције Русије, а прву утакмицу у дресу сениорског тима одиграо је 7. октобра 2017. против Јужне Кореје. Уврштен је и наконачни списак репрезентације за Светско првенство 2018. у Русији.  

### Списак репрезентативних наступа
Ажурирано 14. јуна 2018.
| Списак утакмица у дресу репрезентације Русије | Списак утакмица у дресу репрезентације Русије | Списак утакмица у дресу репрезентације Русије | Списак утакмица у дресу репрезентације Русије | Списак утакмица у дресу репрезентације Русије | Списак утакмица у дресу репрезентације Русије | Списак утакмица у дресу репрезентације Русије |
| №                                             | Датум                                         | Противник                                     | Резултат                                      | Голови                                        | Тип утакмице                                  |                                               |
| --------------------------------------------- | --------------------------------------------- | --------------------------------------------- | --------------------------------------------- | --------------------------------------------- | --------------------------------------------- | --------------------------------------------- |
| 1                                             | 7. октобар 2017.                              | Јужна Кореја                                  | 4:2                                           | —                                             | Пријатељска утакмица                          |                                               |
| 2                                             | 14. новембар 2017.                            | Шпанија                                       | 3:3                                           | —                                             | Пријатељска утакмица                          |                                               |